# Linka U4 (metro v Berlíně)
U4 je linka berlínské U-Bahn. Má pět stanic a je 2,9 km dlouhá. V Berlíně jezdí výhradně ve čtvrti Schöneberg mezi stanicemi Nollendorfplatz a Innsbrucker Platz. Trať nebyla nikdy prodloužena nad svou původní délku a žádné velké modernizace se neplánují. Stejně jako linky U1, U2 a U3 patří mezi linky s úzkým profilem.
Linka byla otevřena v prosinci 1910 na území tehdy samostatného města Schöneberg jako první podzemní linka v Německu. Je však také nejkratší z linek berlínského metra.

## Průběh
Trasa U4 začíná pod Else-Lasker-Schüler-Straße na Nollendorfplatzu a zpočátku vede pod Motzstraße jihozápadním směrem na stanici Viktoria-Luise-Platz. Trasa se poté stáčí doleva pod Münchener Straße a pokračuje pod ní do Rosenheimer Straße. Odtud vede přes Heilbronner Straße na Bayerischer Platz, kde se od roku 1971 kříží s linkou U7, a dále pod Innsbrucker Straße na Innsbrucker Platz. Od roku 1933 je zde možné přestoupit na okružní S-Bahn.

## Barvy a označení
Vzhledem k tomu, že vlaky dnešní linky U4 pokračovaly v letech 1926 až 1954 také na východozápadní výškové trati ve směru Kreuzberg (na Kottbusser Tor nebo Warschauer Straße), dostaly traťové označení B (zpočátku B I, později B II, pak znovu B I, poté B III v květnu 1957) a později i zelenou barva pro identifikaci linky. S přechodem na čísla v roce 1966 obdržela číslo 4 . Do roku 1972 byla na mapách sítě tras zobrazena modře. Barva byla toho roku změněna na světle žlutou a o rok později na okrově žlutou pro lepší viditelnost. Od roku 1961 končilo metro na stanici Nollendorfplatz, protože proudění dopravy se posunulo směrem ke stanici Zoologischer Garten a Kurfürstendammu a trasa na Kottbusser Tor nebo Schlesisches Tor již nebyla zapotřebí.

## Historie

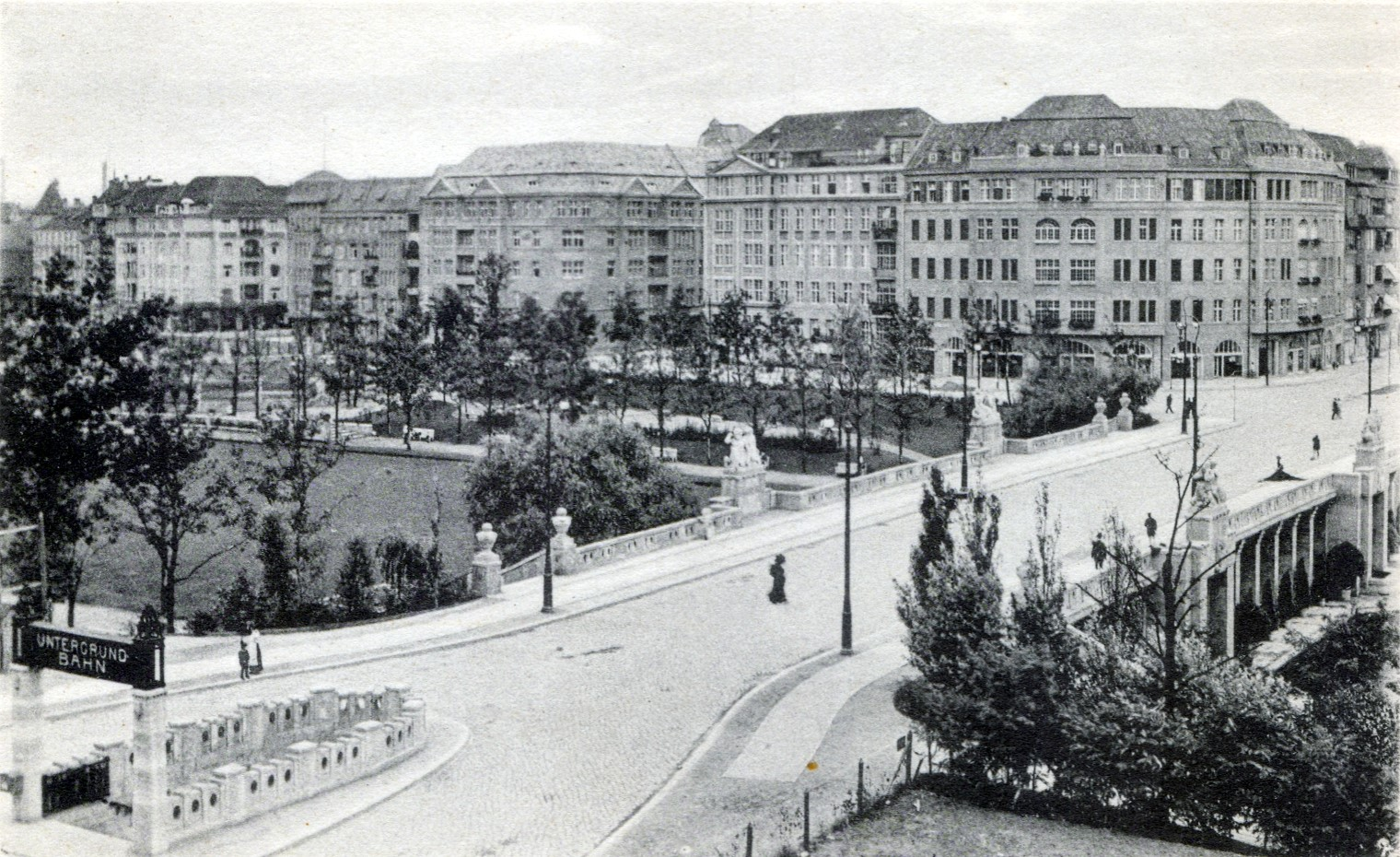
Bývalá stanice Stadtpark (od roku 1951 Rathaus Schöneberg), kolem roku 1910

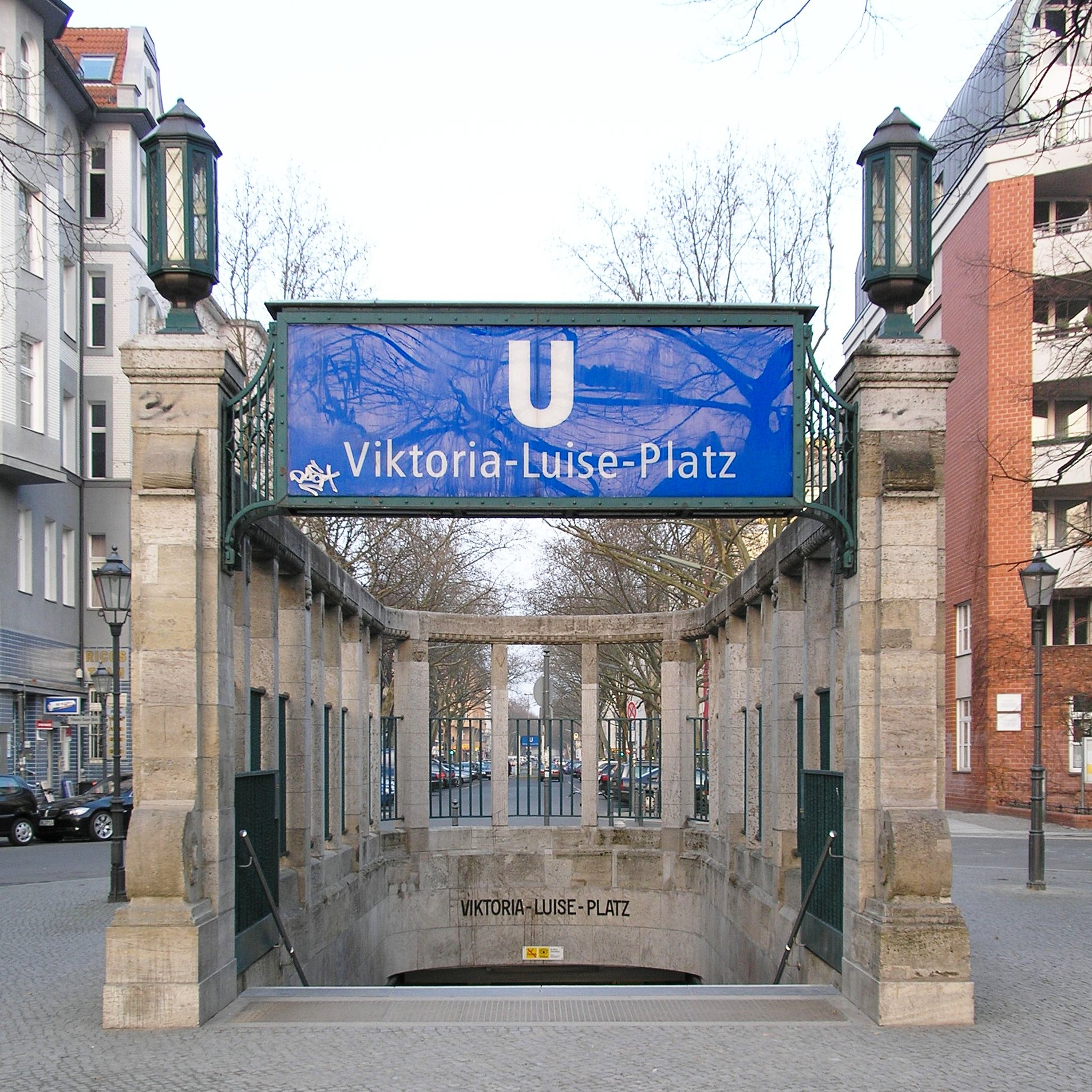
Vchod do stanice Viktoria-Luise-Platz

Město Schöneberg přišlo kvůli svému rozvoji v roce 1903 s myšlenkou na vybudování podzemní dráhy. Proběhla jednání s berlínskou železniční společností. Zájmy společníků se však neshodovaly, protože krátká trasa neslibovala výrazný zisk. Město Schöneberg tedy vzalo věci do svých rukou a naplánovalo první městské metro v Německu. Trasa měla vést z Nollendorfplatzu, kde už stála nadzemní stanice berlínské dráhy, směrem na Hauptstraße na jihu Schönebergu. Nebylo vyloučeno prodloužení na sever a dokonce se uvažovalo o trati k Weißensee. Nejprve však byl naplánován úsek ze stanice Nollendorfplatz přes Viktoria-Luise-Platz, Bayerischer Platz, Stadtpark (od 15. května 1951 Rathaus Schöneberg) a Hauptstraße (od 1. červenec 1933 Innsbrucker Platz).
Stavbou i vybavením byla pověřena firma Siemens & Halske A. G. Všechny normy byly přizpůsobeny stávající berlínské nadzemní a podzemní dráze, protože se v budoucnu počítalo s přímým napojením na síť tratí společnosti nadzemní dráhy. Trasa byla proto navržena s ohledem na rozměry a elektrické vybavení berlínské sítě. První slavnostní výkop se odehrál 8. prosince 1908.
Souběžně s výstavbou metra byl založen Rudolph-Wilde-Park, který se v té době jmenoval Stadtpark, stejně jako nádraží. Vzhledem k tomu, že na území parku jsou až 30 metrů hluboké bažinaté slatiny, bylo pro odvodnění a ražby tunelů vytěženo kolem 850 000 m³ zeminy. Po dvou letech výstavby byla trasa otevřena 1. prosince 1910. Oslavy však byly velmi skromné, protože největší podporovatel výstavby metra, starosta Rudolph Wilde, zemřel o měsíc dříve.
Vzhledem k tomu, že metro v Schönebergu bylo zpočátku zcela odděleno od ostatní berlínské sítě, musely pro něj být vybudovány zvláštní systémy. To zahrnovalo vlastní vagony, transformovnu a depo s dílnou. Mezi oběma stanicemi na Nollendorfplatzu byl vybudován tunel pro pěší jako jediné spojení se sítí berlínského metra.
Přestože developerem a vlastníkem trasy bylo město Schöneberg, převedlo provoz na Berliner Hochbahngesellschaft. Rozdílná vlastnická struktura nebyla pro cestující postřehnutelná, protože den před otevřením byla uzavřena kolektivní smlouva.

## Provoz

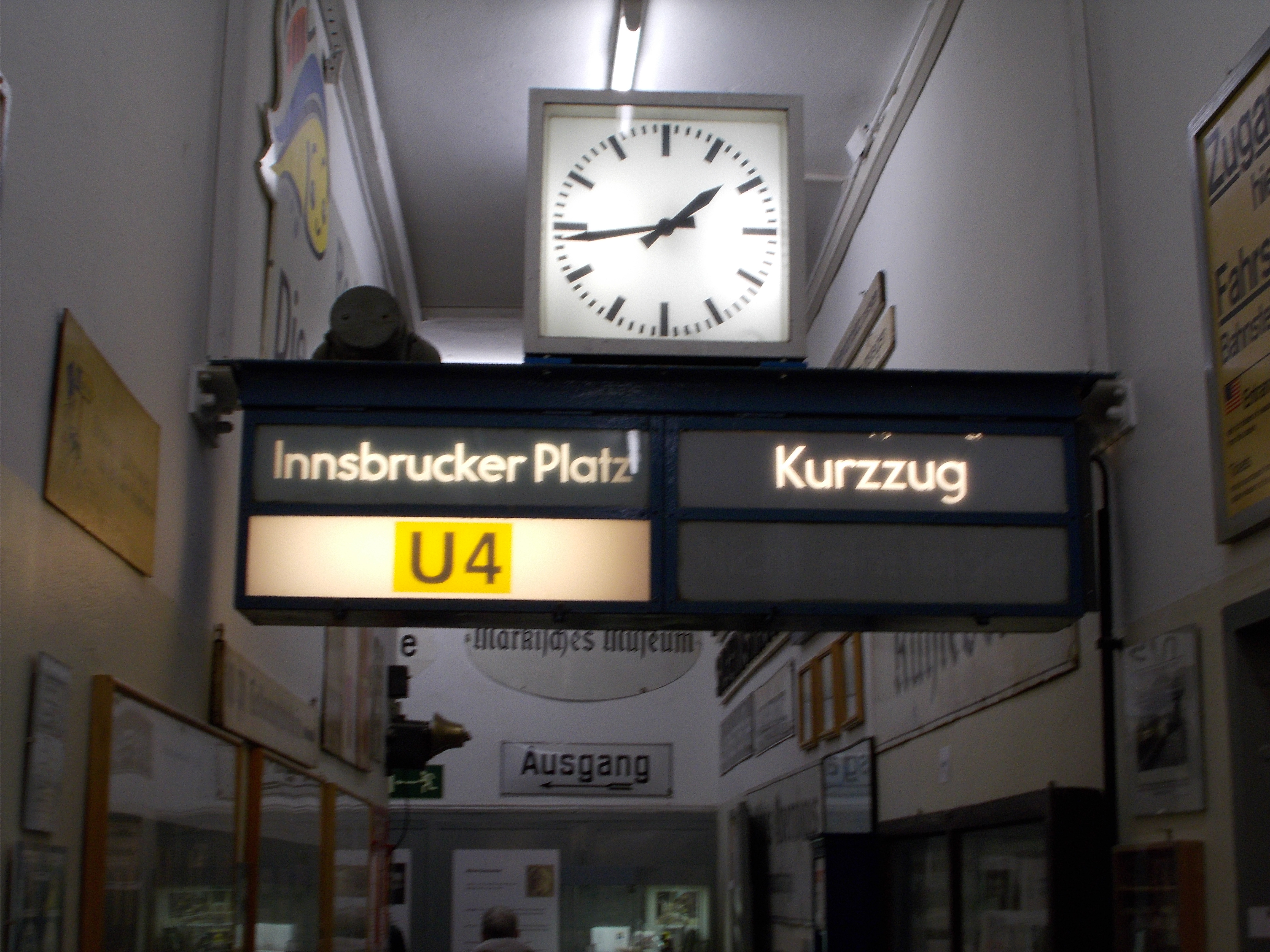
Stará oznamovací tabule linky 4.

Linka U4 je jedinou linkou berlínského metra, která o víkendových nocích nenabízí nepřetržitý noční provoz. Nejkratší vlaky, které jezdí na U4, se mohou skládat pouze ze dvou vozů.

## Plánování trasy
Dalekosáhlé plány rozšíření z počátků metra již dnes nelze realizovat.
Na severu se však v roce 2000 uvažovalo o prodloužení na Magdeburger Platz. Podle plánu z roku 1995 by měla být pro dlouhodobě plánovanou linku U10 zajištěna varianta přestupu (Genthiner Straße). V srpnu 2012 však berlínský senát sdělil, že prodloužení na Magdeburger Platz nepovede k výraznému vylepšení dopravy, a proto prodloužení trasy metra U4 není z pohledu Senátu prioritou.
Prodloužení na jih by bylo možné jen s velkým úsilím kvůli tunelovému úseku nového dálničního městského okruhu postaveného v 70. letech na Innsbrucker Platz, který je ve stejné výšce. Tratě metra U4 by protínaly jak úroveň přechodu pro chodce, tak horní část dálničního tunelu.